# Annika Duckmark
Annika Duckmark, (Borås, Västergötland, Suécia, 17 de setembro de 1971, 17 de setembro de 1971) é uma apresentadora de tv sueca e eleita Miss Suécia 1996 e representante de seu país no concurso Miss Universo disputado em Las Vegas, Estados Unidos, onde alcançou o top 10. foi casada com o ex-jogador de futebol Tomas Brolin, de quem se divorciou em 2006.